# TBSテレビ系列夕方ニュース枠
TBSテレビ系列夕方ニュース枠（ティービーエステレビけいれつゆうがたニュースわく）は、TBSテレビをはじめとするJNN系列で、毎日夕方に放送されている報道番組の一覧のことである。
放送期間・放送時間は同局（制作局、関東地区）のもの。
この枠の最大の特徴は、2009年12月24日まで副音声による二ヶ国語放送を実施していたことである。

## 各番組の歴史
1959年8月のJNN発足より『JNNテレビ夕刊』が開始され、次いで1962年10月に開始した『JNNニュースコープ』で現在に至るテレビニュースの原型を築き上げる。
1970年代より『ニュースコープ』直前の18時台前半において、『山陽TVイブニングニュース』（山陽放送）を皮切りに系列各局が制作するローカルワイドニュース番組が次々と開始される。（東京放送 『テレポートTBS6』、中部日本放送『CBCニュースワイド』、毎日放送『MBSナウ』等）
1984年10月改編で、『ニュースコープ』は放送時間を19:20までの50分枠に拡大し、特集やスポーツニュースの導入なども行う。その後1987年10月改編で22時台に『JNNニュース22プライムタイム』を新設する都合などから19時終了に戻る。一方で他局が全国版とローカル版の複合型編成を導入するのに対し、TBS系ではローカル版→全国版の流れを維持していた。しかし時代の流れには逆らえず、1989年4月には首都圏ローカル版『テレポート6』でも全国ニュースを取り扱い、10月1日に開局したテレビユー山形でもネットされることになる。
1990年4月改編で、『ニュースコープ』とローカルニュース枠を反転・統合した1時間番組『JNNニュースの森』が開始。その後地方局で夕方ワイド番組ブームが起き、首都圏でも『スーパーJチャンネル』（テレビ朝日）のように夕方ニュースを2時間化するケースが増える。しかし1996年3月のTBSビデオ問題を背景としたワイドショー型報道への反省や、首都圏では元来17時台に放送しているドラマ再放送が安定していることから、全国レベルでの時間拡大はしばらく見送られる。
2005年4月のTBS平日ワイド大改編により午後の情報番組『ジャスト』が廃枠され、これに代わるものとして他局同様の2時間ワイド番組『イブニング・ファイブ』が開始される。ニュース枠は『JNNイブニング・ニュース』として内包される。
2009年4月改編で更なる大改編が行われ、17:50 - 19:50枠で『総力報道!THE NEWS』が開始される。本番組より番組名にネットワーク名の「JNN」がついていない。半年後の10月には18:40 - 19:50に短縮し、2010年3月で終了し、19時台から撤退。一方でテコ入れ策として10月に新設したローカルセールス枠の前座番組『イブニングワイド』は好調で、2010年4月改編より『イブニングワイド』をベースとした報道・情報番組『Nスタ』へ統廃合され、全国枠は18時台前半に戻った。
2013年10月改編では『Nスタ』の放送時間が関東のみ15:50開始の3時間10分枠に拡大。在京キー局の夕方ニュース番組では最速かつ最長となる。

### 週末版
週末版は『ニュースの森』への改称後も長らく『ニュースコープ』に準じたフォーマットとなっていた。そのため1995年3月まで、首都圏では土曜日のローカルニュースと日曜日の天気予報が別番組として編成されていた。
2008年4月よりそれまで日曜17:30に放送していた『JNN報道特集』が土曜日に移転、これに伴いニュース枠と統合した80分枠の大型報道番組『報道特集NEXT』に再編される。そのため現在放送されている『Nスタ』は、スポーツ中継や年末年始などの特別編成でない限り土曜日は編成されない。

### 年末年始
年末年始の編成は毎年、12月30日から1月2日までとなる。『JNNニュースコープ』時代は年末年始も通常編成と同一のタイトルおよびフォーマットで放送されていた。しかし番組を『JNNニュースの森』に改めた1990年の年末から2001年の年始までは、週末版『ニュースの森』同様30分枠の体裁をとりながらも『JNNニュース』を名乗っていた。なお、『39時間テレビ』『関口宏の報道30時間テレビ』および『輝く!日本レコード大賞』直前の場合は15分枠となる。1980年代から1990年代初期にかけては、は1月3日より18時のローカルニュース枠を含めて通常編成に戻すのが通例となっていた。これは番組が『ニュースの森』になってからも1993年ごろまで続けられていた。
『TBS21世紀プロジェクト』が終了した2001年度の年末（2001年12月30日）より番組タイトルが通常編成同様となる。2001年度から年末年始においては、原則として30分枠の放送にしている。なお、『報道の日』放送日においては『JNNニュース』（17:10ごろより20分程度）に代替される。2018年初より、1月3日と1月4日に放送する『Nスタ』を1時間枠で編成しており、平日版同様のキャスターやコメンテーターで進行される。

## 主な番組

### 平日
- JNNテレビ夕刊（1959年8月 - 1962年9月28日）
- JNNニュースコープ[注 6]（1962年10月1日 - 1990年3月30日）
  - TBSニュース（1962年10月 - 1975年10月3日）：ローカルニュース。
  - テレポートTBS6（1975年10月6日 - 1990年3月30日）：同上。
- JNNニュースの森（1990年4月2日 - 2005年3月25日）：TBSでは上記2番組を統合。
- JNNイブニングニュース（2005年3月28日 - 2009年3月27日）
  - イブニング・ファイブ（TBSなど一部の系列局のみ[注 7]）
- 総力報道!THE NEWS[注 8]（2009年3月30日 - 2010年3月26日）
  - イブニングワイド（2009年9月28日 - 2010年3月26日）：任意ネット枠。
- Nスタ（2010年3月29日 - ）：一部の放送局では上記2番組を統合。

### 週末
日曜日は当初よりローカルニュースは全国ニュースに内包されていた。
土曜日・日曜日共通
- JNNテレビ夕刊（1959年8月 - 1962年9月29日、日曜日は1959年8月 - 1965年3月28日）
- JNNニュースコープ（1962年10月6日 - 1990年4月1日、日曜日は1965年4月4日 - 1990年4月1日）
  - TBSニュース（1962年10月 - 1995年3月25日）：土曜日のみ。ローカルニュース。終了後は『ニュースの森』に内包。
- JNNニュースの森（1990年4月7日 - 2005年3月27日）：TBSでは1995年4月1日からローカルニュースを内包。日曜日は関東地方の天気予報を内包。
- JNNイブニングニュース（2005年4月2日 - 2008年3月30日）

土曜日
- 報道特集NEXT→報道特集[注 9]（2008年4月5日 - ） 
  - 報道特集が編成されない週はニュースコーナーのみ日曜日と同一タイトルで放送する事がある。

日曜日
- JNNイブニングニュース（2005年4月3日 - 2009年3月29日）
- THE NEWS（2009年4月5日 - 2010年3月28日）
- Nスタ（2010年4月4日 - ）

### 番組の移り変わり（全国枠）
| 期間      | 期間      | 平日                  | 土曜日                | 日曜日                |
| --------- | --------- | --------------------- | --------------------- | --------------------- |
| 1959.8    | 1962.9.30 | JNNテレビ夕刊         | JNNテレビ夕刊         | JNNテレビ夕刊         |
| 1962.10.1 | 1965.3.28 | JNNニュースコープ     | JNNニュースコープ     | JNNテレビ夕刊         |
| 1965.3.29 | 1990.4.1  | JNNニュースコープ     | JNNニュースコープ     | JNNニュースコープ     |
| 1990.4.2  | 2005.3.27 | JNNニュースの森       | JNNニュースの森       | JNNニュースの森       |
| 2005.3.28 | 2008.3.30 | JNNイブニングニュース | JNNイブニングニュース | JNNイブニングニュース |
| 2008.3.31 | 2009.3.29 | JNNイブニングニュース | 報道特集NEXT          | JNNイブニングニュース |
| 2009.3.30 | 2010.3.28 | 総力報道!THE NEWS     | 報道特集NEXT          | THE NEWS              |
| 2010.3.29 | 2014.10.5 | Nスタ                 | 報道特集              | Nスタ                 |
| 2014.10.6 | 2017.4.2  | Nスタニューズアイ     | 報道特集              | Nスタ                 |
| 2017.4.3  | 現在      | Nスタ                 | 報道特集              | Nスタ                 |

## 備考
- 1978年11月20日の『JNNニュースコープ』から2009年12月25日の『イブニングワイド』まで、平日のみ一部地域を除き、副音声による二ヶ国語放送を行っていた。
  - 『JNNニュースコープ』『JNNイブニングニュース』は全編全国ネット枠だったため、全編で二ヶ国語放送を実施していたが、『JNNニュースの森』では全国ネット枠のみ、『総力報道! THE NEWS』では全国ネット枠のうち17:50 - 18:05のみ、『イブニングワイド』では任意ネット枠の17:50 - 18:00のみで実施されていた。
- 2002年ごろから、全日でリアルタイム字幕放送を実施している。
- 2010年4月改編により、3月29日からは全日でステレオ放送を実施している。